# Auckland Football Federation
Die Auckland Football Federation (auch als Soccer 2 / Fed 2 bekannt) war ein Regionalverband innerhalb von New Zealand Football und vertrat die Klubs in der Region Auckland. Er ging im Jahr 2020 nach einer Fusion mit der Northern Football Federation in den neuen Verband Northern Region Football auf.

## Frauenfußballmannschaft

### Geschichte
Ab der Saison 2002 stellte der Verband eine Mannschaft in der National Women’s Soccer League. Zu dieser Zeit wurde die Mannschaft noch als Auckland/Manukau bezeichnet. Mit 19 Punkten platzierte sich das Team auf dem ersten Platz und gilt somit als erster Meister dieser Liga. Das Gleiche konnte auch in der Spielzeit 2003 erzielte werden, wobei man nur dank dem besseren Torverhältnis sich gegen das punktgleiche Wellington so platzieren konnte. Ab der Spielzeit 2004 wurde dann ein Playoff unter den besten Mannschaften ausgespielt. Hierbei verlor diesmal Auckland erstmals mit 1:2 gegen Wellington im Finale. Über den zweiten Platz ging es am Ende auch ins Finale der Runde 2005, wo man diesmal mit 4:2 über Wellington obsiegte. Mit einer Saison 2006, in der alle Spiele gewonnen wurden, ging es für das Team auch diesmal in die Playoffs. Erneut traf man hier wie auch schon in den vorherigen Jahren auf Wellington, welche man diesmal mit 3:1 besiegte. Das exakt gleiche Auskommen passierte dann auch in der Saison 2007, wieder gewann man alle Spiele und schlug den Gegner Wellington im Finale mit 3:1.
Nachdem die Liga im Jahr 2008 nicht ausgetragen wurde, gab es im Jahr 2009 wieder eine Liga, diesmal jedoch in zwei Conferences unterteilt. Mit 22:3 Toren und ohne Niederlage in den vier Spielen platzierte sich Auckland auch hier in der Northern Conference nach der Regular Season auf dem ersten Platz. Im Finale siegte man nun sogar mit 5:1 gegen Wellington Football.
Danach gab es in der Spielzeit 2010/11 jedoch nur noch zwei U20-Teams, welche sich nicht für die Playoffs qualifizieren konnten. Auch in der Folgesaison gelang es einer gemeinsamen Mannschaft erneut nicht an den Playoffs teilzunehmen. Erst in der Saison 2012/13 nahm das Team aus Auckland wieder an den Playoffs teil. Mit 0:2 unterlag man jedoch dann Northern Football. In den darauffolgenden Jahren verpasste man die Playoffs durchgehend immer nur knapp. Erst wieder in der Spielrunde 2017 gelang es über den zweiten Platz in die Playoffs zu kommen. Mit 3:2 siegte man dann über Canterbury United und gewann seit langem mal wieder eine Meisterschaft. In den beiden nächsten Spielzeiten gelang aber immer nur ein dritter Platz, was nicht für die Finalteilnahme reichte.
Mit der Auflösung des Verbandes endete dann auch die der Mannschaft innerhalb der Liga, da in der neuen Northern League ab der Spielzeit 2021, fortan Mannschaften von Klubs eingesetzt wurden.

### Erfolge
- National Women’s League
  - Meister: 2002, 2003, 2005, 2006, 2007, 2009, 2017